# Santa Julia, Tamaulipas
Santa Julia är en ort i Mexiko.   Den ligger i kommunen Aldama och delstaten Tamaulipas, i den östra delen av landet, 400 km norr om huvudstaden Mexico City. Santa Julia ligger 104 meter över havet och antalet invånare är 103.
Terrängen runt Santa Julia är huvudsakligen platt, men norrut är den kuperad. Runt Santa Julia är det mycket glesbefolkat, med 7 invånare per kvadratkilometer. Närmaste större samhälle är Aldama, 5,5 km nordväst om Santa Julia. Trakten runt Santa Julia består till största delen av jordbruksmark.